# IC 311
IC 311 је спирална галаксија у сазвјежђу Персеј која се налази на листи објеката дубоког неба у Индекс каталогу.
Деклинација објекта је + 40° 0' 15" а ректасцензија 3h 16m 46,8s. Привидна величина (магнитуда) објекта IC 311 износи 14,5 а фотографска магнитуда 15,4. IC 311 је још познат и под ознакама UGC 2625, CGCG 540-76, PGC 12177.